# Ignacio Tabuyo
Ignacio Tabuyo   (Errenteria, 18 d'octubre de 1863 - Sant Sebastià, 26 de març de 1947) fou un baríton, compositor i mestre de ball espanyol.
Va començar estudiant arquitectura a Sant Sebastià, però aviat va decidir dedicar-se a el cant, per al que es va traslladar a Itàlia, primer a Pàdua i després a Milà, on va rebre classes d'Antonio Selva. El seu debut es va produir al Teatre Gran de Brescia amb La Favorite. Posteriorment va cantar en altres ciutats italianes, ampliant el seu repertori de baríton amb diverses òperes de Verdi (Aida, Il trovatore o Ernani). Va debutar al Teatro Real de Madrid iniciant la temporada 1889-1890 en el paper de Telramund en Lohengrin, al costat de Teresa Arkel i Julián Gayarre. Arran d'aquelles funcions, va entaular una estreta amistat amb Gayarre, el que el va portar a acompanyar el tenor navarrès en els últims moments de la seva vida, i a cantar en el seu homenatge pòstum, en una peça composta per Emilio Arrieta.
En els anys següents va ser habitual de Teatre Real, en el qual va aparèixer al costat de Angelo Masini o Francesco Tamagno. El 1899 va cantar en el Teatre Colón de Buenos Aires al costat de Enrico Caruso.
Simultàniament a la seva carrera d'intèrpret, Tabuyo va començar a compondre, especialment adaptacions de cançons populars basques (zorcicos, especialment La d'el mocador vermell) i gallegues. Des de 1909 va començar a fer classes de cant al Conservatori de Madrid, i el 1920, ja retirat dels escenaris, va obtenir una plaça de professor titular, creant també una acadèmia particular al seu domicili de Madrid.
Entre els seus alumnes es poden comptar alguns noms importants de la lírica espanyola de principis de segle xx, com Marcos Redondo, Matilde Revenga, Fidela Campiña o Celestino Sarobe.